# Remo Angioli
Remo Angioli (* 23. September 1943 in Rom) ist ein italienischer Filmproduzent.

## Leben
Seit Beginn der 1980er Jahre produzierte Angioli, der bis dahin als Filmimporteur und Verleiher tätig war, mit seiner Firma Real Film etliche Filme, die rein kommerziell ausgerichtet waren und oftmals dem erotischen Genre zugerechnet werden können. Daneben stehen allerdings auch Filme von Beppe Cino und Cinzia Th. Torrini. 1987 führte er unter dem Pseudonym Bob J. Ross bei zwei Softsexstreifen selbst Regie.

## Filmografie (Auswahl)
- 1974: Das Schiff der gefangenen Frauen (La maison des filles perdues)
- 1987: Intimo (Intimo) (auch Regie)
- 1987: Extasy (Errore fatale) (auch Regie)
- 1997: La iena
- 2004: Don Gnocchi - L'angelo dei bimbi